# نامتناهی مطلق
نامتناهی مطلق (به انگلیسی: Absolute Infinite) (با نماد: {\displaystyle \Omega }) بسط ایدۀ بی‌نهایت است که توسط ریاضی‌دان آلمانی گئورگ کانتور ارائه شده‌است.
می‌توان آن را به عنوان عددی در نظر گرفت که بزرگتر از هر مقدار قابل تصور یا غیرقابل تصور دیگری است که متناهی یا ترامتناهی می‌باشد.
کانتور نامتناهی مطلق را با خدا پیوند داد،  : 175  : 556 و معتقد بود که دارای خواص ریاضی مختلفی است؛ از جمله انعکاس: هر خاصیت نامتناهی مطلق توسط جسم کوچکتری نیز نگهداری می‌شود.